# Цуп Микола Іванович
Микола Іванович Цуп (1918, Вовківці, нині — Роменський район, Сумська область  — 19 грудня 1944, хутір Широкий Яр, Роменський район, Сумська область) — український військовик, командир Роменської боївки УПА на Сумщині.

## Роменська боївка
Боївка Миколи Цупа діяла на території Роменського та Недригайлівських районів. Постійно контактувала з Головним Командуванням УПА.
Сформована у липні 1944 Цуп регулярно їздив на Рівненщину, де отримував інструкції. Регулярне ядро боївки складалося із 6 вояків-селян із Вовківців та Погожої Криниці. На інструктивних нарадах (проводилися на хуторі Широкий Яр) збиралися симпатики із місцевого населення. Діяла на території Роменського та Недригайлівського районів. Мала постійні зв'язки з Головним Командуванням УПА. На нарадах ставили завдання, мета яких  — збройне протистояння окупаційній більшовицькій владі, напад на її установи та представників. Наголошувалося на тому, аби знищувалися тільки ті активісти, які були причетні до репресій проти мирного населення. Серед селян постійно проводилися політичні лекції на яких освячувалася мета повстанської боротьби.

### Бойові акції
В ніч з 11 на 12 листопада 1944 року загоном Цупи було проведено напад на бригаду колгоспу ім. Будьонного (с. Вовківці), такий же наліт здійснено 15-16 листопада в с. Погожа Криниця.
Причому, як повідомляли своє начальство агенти НКВД: 
| все награбоване майно і продукти харчування бандою було роздано населенню, яке співчувало їй і надавало всіляку підтримку. |
Після покарання кількох активістів Недригайлівський та Роменський райвідділи НКВД попрохали допомоги з обласного центру. Було заведено агентурну справу «Автоматчики». Оперативну групу ББ (рос. «борьба с бандитизмом») по виявленню і знищенню загону УПА очолив підполковник держбезпеки Юсфін. Для агентурної діяльності Органи НКВД завербували одного мешканця с. Вільшана, який став «учасником» загону. Крім того, колишній ватажок однієї з кримінальних банд, перевербований працівниками НКВД одержав агентурне псевдо «Гром» і був закинутий в район дій загону Цупа. 16 листопада 1944 року він зустрівся з Цупом біля хутора Ракова Січ Коровинської сільради Недригайлівського району і з того часу регулярно повідомляв своїх господарів про чисельність, місце перебування та плани партизанів.

### Загибель
В ніч з 12 на 13 грудня 1944 року повстанці ще розповсюджували листівки УПА в Погожій Криниці, Вовківцях і Коровинцях, не знаючи про те, що кожен їхній крок уже контролюється ворожою агентурою. Коли «Гром», повідомив про заплановані замахи на місцевих партійних керівників — було здійснено операцію відділу ББ по знищенню загону Цупа. 19 грудня 1944 року під час бою в хуторі Широкий Яр Роменського району командир загинув, учасники були схоплені. В штаб-квартирі повстанців була захоплена зброя та 60 листівок Головного Командування Української Повстанської Армії. Про подальшу долю арештованих вояків нічого не відомо. Тіло Цупа окупанти привезли у Вовківці, де пролежало кілька днів простонеба, доки селяни таємно не поховали у ліску.

### Вшанування пам'яті
12 жовтня 2013 року Сумська обласна організація Всеукраїнського об'єднання «Свобода» спільно з Роменським осередком партії за участі народного депутата України Ігоря Мірошниченка у селі Вовківці Роменського району Сумської області провела урочисті заходи із вшанування пам'яті командира роменської боївки Української Повстанської Армії Миколи Цупа. У ліску, де похований командир, націоналісти встановили дерев'яний хрест.